# Thomas Morland
Sir Thomas Lethbridge Napier Morland (Montréal, 9 agosto 1865 – Montreux, 21 maggio 1925) è stato un generale britannico.

## Biografia
Nato a Montréal, in Canada, Morland era figlio di Thomas Morland e di sua moglie Helen Servante. Educato a Charterhouse School ed alla Royal Military Academy Sandhurst, Morland entrò nei King's Royal Rifle Corps nel 1884.
Egli prestò servizio quindi in Nigeria raggiungendo il grado di Tenente Colonnello in Nigeria prima di essere nominato ufficiale comandante delle West African Field Force nel 1900. Dal 1905 al 1909, fu ispettore generale delle West African Field Force. Nel 1910 venne promosso al rango di Brigadiere Generale ed ottenne il comando della 2nd Infantry Brigade, posizione che mantenne sino allo scoppio della prima guerra mondiale.
Egli divenne quindi General Officer Commanding della 47th Division, poi fu GOC della 14th Division e quindi GOC della 5th Division. Egli venne promosso Tenente Generale nel 1915 e comandò il X Corps dall'aprile del 1918. Durante questo periodo egli fu uno dei comandanti al servizio di Herbert Plumer durante la Battaglia di Messines.
Sul finire della guerra, egli ottenne il comando del XIII Corps, posizione che mantenne sino al 1920, quando venne promosso e nominato Comandante in Capo dell'Armata inglese del Reno. Due anni più tardi, venne nominato General Officer Commanding-in-Chief dell'Aldershot Command e promosso generale. Si ritirò dal servizio attivo nel 1923.
Morland morì il 21 maggio 1925 e venne sepolto nel cimitero inglese di Villeneuve, Montreux.